# Sylvia Hoișie
Sylvia Hoișie, născută Korber (n. 24 iunie 1927, Campulung Moldovenesc – d. 25 mai 2022, Iași) a fost unul dintre medicii cercetători români care au participat la inventarea polidinului. Cunoscută drept “mama” acestui produs, sau “doamna Polidin”, Sylvia Hoișie și-a dedicat mai bine de jumătate din viață activității de cercetare în domeniul sănătății publice din România.

## Copilăria; persecuțiile antisemite
Părinții Sylviei Hoişie au fost Klara Korber, născută Hutman în 1899 la Botoşani, şi Leon Korber, născut în 1892 la Câmpulung Moldovenesc, meşter tinichigiu şi geamgiu, căsătoriți în 1922.
Fiind evreică, Sylvia Korber, alături de familia ei (bunici, părinți, sora ei Miriam), a fost deportată la vârsta de 13 ani in Transnistria, fiind unul dintre supraviețuitorii Holocaustului. În orașul natal, a reușit să încheie doar primele două clase ale ciclului gimnazial, date fiind legile antievreiești ale legionarilor. Ca urmare a acestor legi, elevii evrei, printre care și Sylvia, erau izolați de restul colectivului, urmând exmatricularea acestora. Din mărturiile acesteia, “Legile rasiale spuneau că nu avem voie să ieșim din casă decât la anumite ore, nu aveam voie să deținem radio, bicicletă și nu puteam să mergem la cinema. Și atunci când ieșeam din casă, trebuia să avem cusută pe haine, în dreptul pieptului, Steaua lui David”. La începutul lunii octombrie a anului 1941, toți evreii din oraș au fost chemați în gară, indiferent de vârstă, stare materială sau educație, urmând astfel deportarea lor, care de asemenea a implicat confiscarea actelor de identitate, a aurului și convertirea banilor în ruble. Sylvia, împreună cu familia ei, au ajuns în Atachi, în nordul Basarabiei, după câteva zile fiind trimiși în orașul Moghilev. După decesul bunicilor ei, Sylvia împreună cu familia ei s-a alăturat altor 40 de familii, cu care au conviețuit pentru o perioadă, într-o casă de cultură, în condiții precare. În schimbul banilor rămași, au reușit să convingă niște soldați nemți să le faciliteze transportul spre un loc cu condiții mai bune, ajungând astfel în Djurîn. S-au cazat într-o casă din cartierul evreiesc, unde condițiile inumane și insuficiența resurselor  i-a determinat să muncească un număr de   10-12 ore zilnic în schimbul asigurării de hrană. Sylvia și familia sa au trăit în acest fel aproximativ 3 ani.

## Viața personală
Sylvia Hoișie s-a întors în România în anul 1944, însă nu în orașul natal Câmpulung, ci în Botoșani, unde se aflau ceilalți bunici ai săi. În anul al cincilea de facultate s-a căsătorit cu Beno Hoișie, medicinist la rândul său, iar în 1951 a dat naștere primului lor copil, Andrei Hoișie.

## Viața profesională

### Pregătirea profesională
Convinsă de sora ei mai mare, Sylvia Hoișie a aplicat la Facultatea de Medicină din Iași, specializarea Igienă, unde a fost acceptată din prima încercare, în ciuda locurilor limitate. În anul 1952 a susținut examenul de stat.

### Crearea de vaccinuri
Sylvia Hoişie a fost repartizată de către Ministerul Sănătății la Institutul Cantacuzino din Iași, unde a avut parte de îndrumarea bacteriologului Petru Condrea. În perioada respectivă  au început să aibă loc o serie de cercetări în epidemiologie, unde a fost repartizată și Sylvia Hoișie. În acest context, o echipă de medici tineri, printre care și ea, a lucrat timp de 6 ani la realizarea polidinului. “Am folosit pentru acest preparat numai ingrediente românești. Microbii erau indigeni, tulpinile fiind izolate de la oameni bolnavi. Nu luam microbi din Franța ca să-i aducem în România”, mărturisește Sylvia. Între anii 1962-1963, echipa a reușit să obțină preparatul, începând ulterior munca de cercetare pe animale de laborator. În primăvara anului 1966, medicamentul a fost înregistrat la OSIM, însă nu înainte de a fi testate eventualele efecte adverse ale produsului. „L-am testat pe noi. Ne-am injectat șase zile la rând câte 2 ml de Polidin și toate reacțiile au fost bune. Și așa am primit dreptul de a-l produce.” În anii 70, Institutul Cantacuzino din Iași a fost dotat cu mașini de fiolat și aparatură modernă pentru perioada respectivă, în vederea facilitării producției de polidin.
Colectivul de medici de la Institutul Cantacuzino din Iași s-a înmulțit, contribuind astfel la obținerea altor preparate, precum un ser specific pentru infecțiile căilor respiratorii superioare numit Bronhodin, în concentrații diferite, sau Aerodin, care erau cu instilație nazală. Mai târziu, s-a creat un preparat care conținea Candida și care avea un rezultat foarte bun în alergii (IBC 10), urmând apoi un produs de administrat pe cale orală, și așa a apărut Orostim. În anii ’70, la Iași s-a produs și vaccinul antiholeric.

### Ieşirea la pensie; închiderea institutului
Sylvia Hoișie a ieșit la pensie în anul 2003. Producția de polidin a continuat până în anul 2012, iar în anul 2013 filiala Institutului Cantacuzino de la Iași și-a închis porțile, în urma deciziei luate de Consiliul de Administrație a Institutului de la București și de Ministerul Sănătății.